# ريجان (مقاطعة دليجان)
ريجان (بالفارسية: ریجان) هي قرية تقع في مركزي في إيران. يقدر عدد سكانها بـ 131 نسمة بحسب إحصاء 2016.